# 奧利維耶·德·皮曼紐爾
維克多·奧利維耶·德·皮曼紐爾（法語：Victor Olivier de Puymanel，1768年—1799年）是18世紀至19世紀時期法國建築工程師、法國海軍志願者、冒險家，以及越南廣南阮主麾下的海軍將領。他在越南的名字是阮文信（越南语：／），亦被越南人稱作信翁（越南语：／），在《大南實錄》中則以烏離為的名字出現。他對阮福映的軍隊進行現代化式訓練，並在阮福映奪取越南皇位中起著重要作用。
皮曼紐爾於1768年出生在法國沃克呂茲省的卡龐查（Carpentras）。早期是法國二等軍艦Dryade號上的志願者。1788年，在百多祿的煽動下，他在崑山島離開了該船，投奔阮福映。當時百多祿正在招募一些法國志願者，試圖將阮福映扶上越南皇位。
1790年，法國工程師西奧多·勒布朗以法國沃邦城堡為原型，設計了西貢城堡。皮曼紐爾負責監督西貢城堡的建造。
皮曼紐爾訓練阮福映的越南軍隊使用現代大炮，將歐洲的步兵思想帶到越南。1792年，皮曼紐爾以訓練出一支總人數為600人、掌握歐式技術的部隊。
皮曼紐爾在芽莊附近建立了延慶城堡。他曾在這座城堡里，與百多祿、阮福景一起抵擋了西山朝軍隊的進攻。1795年，皮曼紐爾以其先進的技術使阮軍成功奪取了芽莊。
據說在達約掌管阮氏海軍時，皮曼紐爾曾訓練了50000名越南士兵。約翰·克勞福德（John Crawfurd）於1822年訪問順化時的筆記，曾提到法國人對越南軍隊現代化的影響：
|    | 在交趾支那，一支在來到該國的法國難民示範和幫助下建立起來的軍事組織至少來說非常有氣勢。這隻軍隊由大約四萬名穿著英國式寬大制服，行歐式軍禮，並且被分為旅和營。站立的炮兵書目眾多而且非常出色。 |
| —— | |

皮曼紐爾也協助讓-馬里·達約，對越南海岸線進行繪製。
百多祿與皮曼紐爾的關係並不好。皮曼紐爾在酗酒的習慣以及在西貢沉迷於嫖妓的事情，都引起了百多祿的反感。

## 圖片

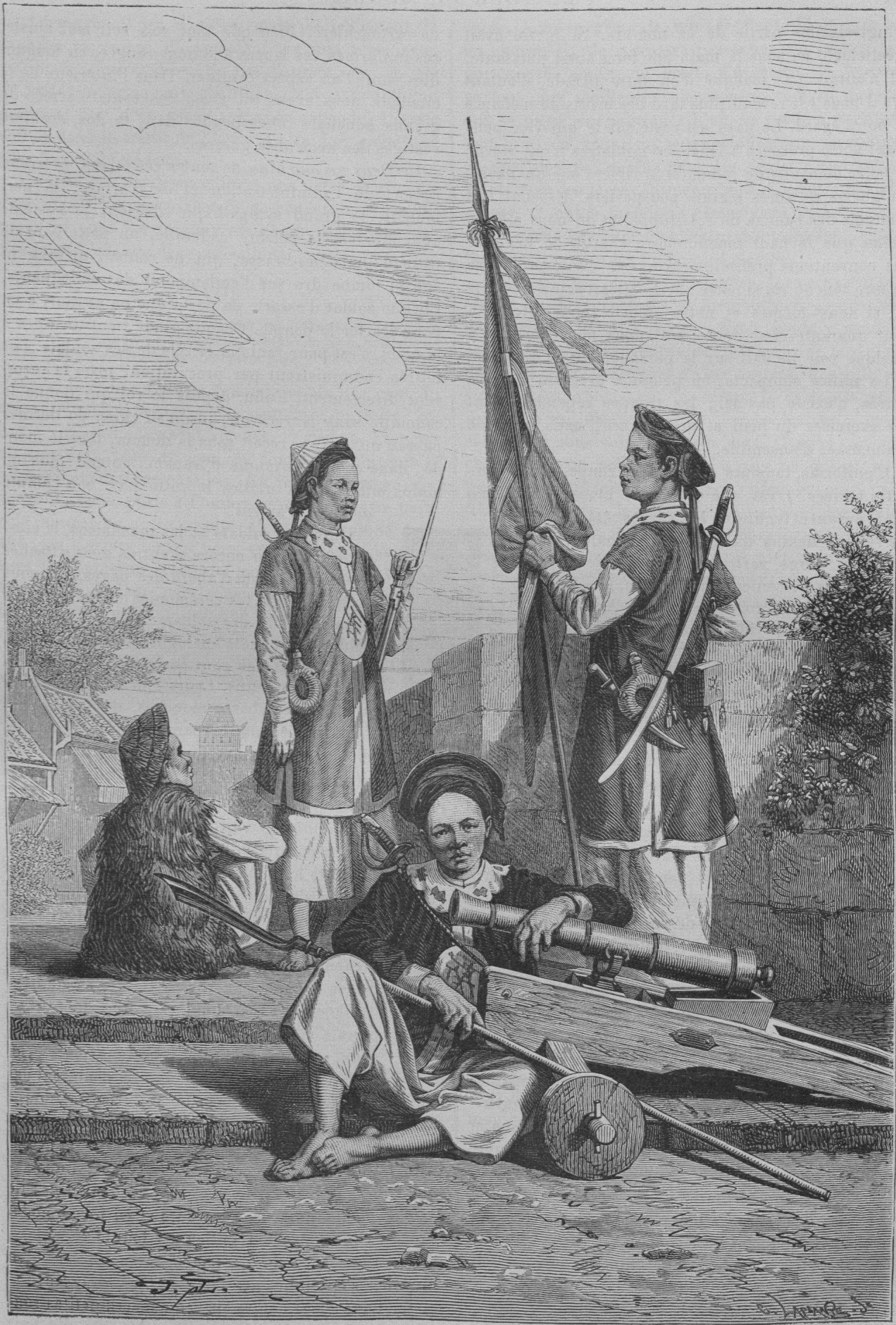
用現代技術訓練的阮朝步槍射手
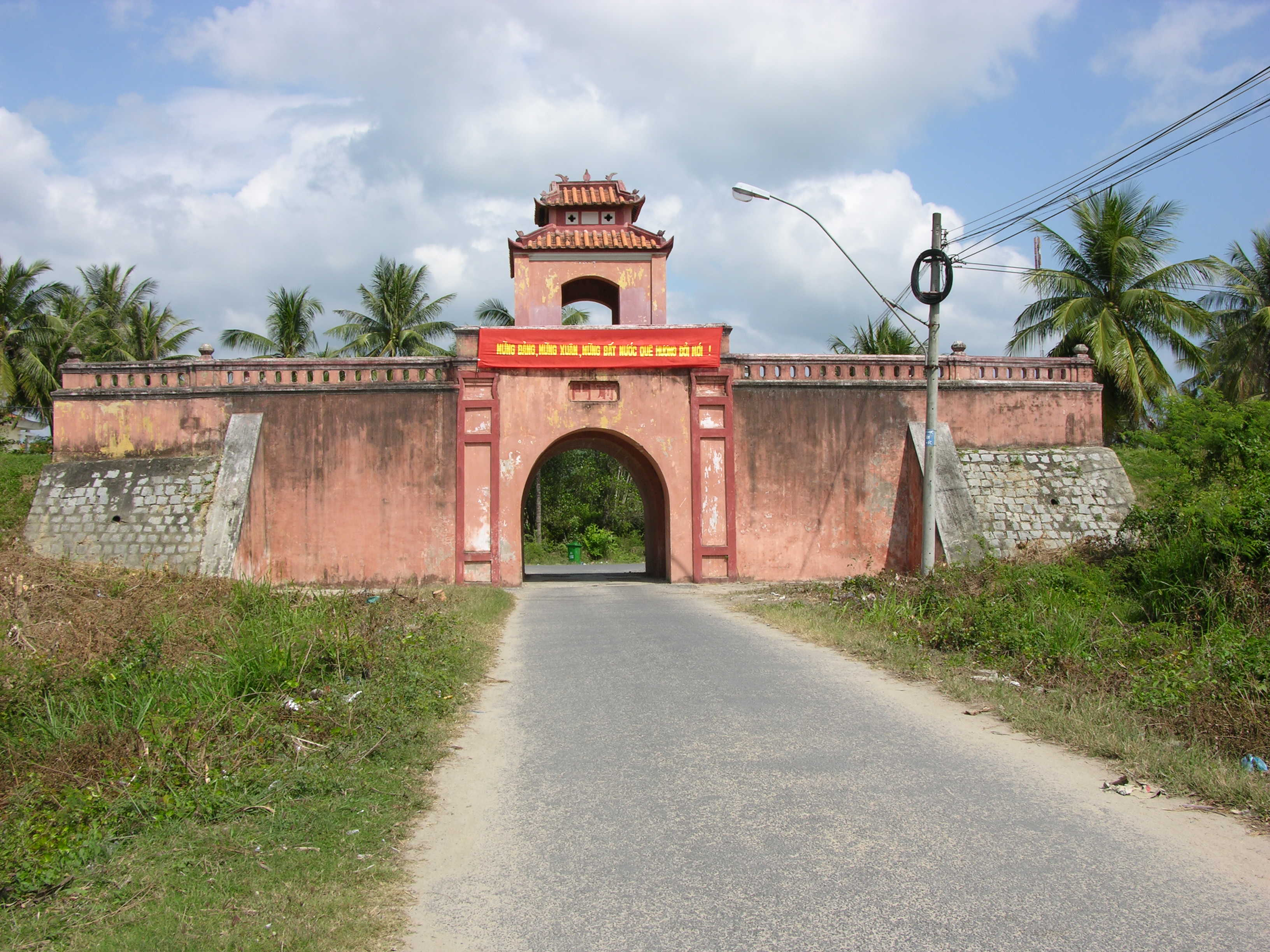
延慶城堡正門，由皮曼紐爾建立。
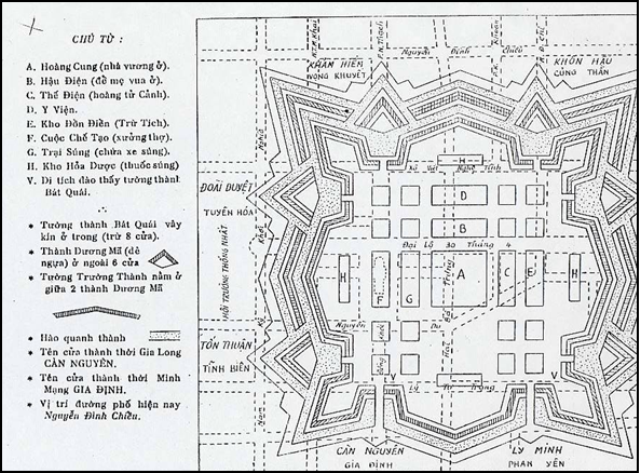
皮曼紐爾監造的西貢城堡設計圖

## 相關人物
- 百多祿（Pigneau de Béhaine）
- 讓-巴蒂斯特·沙依諾（Jean-Baptiste Chaigneau）
- 讓-馬里·達約（Jean-Marie Dayot）
- 菲利普·瓦尼埃（Philippe Vannier）
- 西奧多·勒布朗（Théodore Lebrun）

## 腳註
1. ↑  《大南實錄·正編·列傳初集·卷二十八·百多祿傳》：〔百多祿〕其徒有名幔槐者、名多突者、名吧呢𠲖者，名烏離為者（即名信）、名黎文棱者，皆富浪沙人也。
2. ↑  陳仲金《越南史略》，戴可來譯（中文譯名《越南通史》），商務印書館出版，1992年12月。參見該書289頁正文及腳註。
3. ↑  East Asian Cultural Studies - Page 204 by Yunesuko Higashi Ajia Bunka Kenkyū Sentā (Tokyo, Japan) - East Asia - 1962: "Among those who participated in his venture, there were De Forcant (surnamed Le Văn Lang in Vietnamese), Olivier de Puymanel (Ong Tin), Philippe Vannier..."
4. 1 2 3  Mantienne, p.153
5. ↑  Mantienne, p.150
6. 1 2 3  The Vietnamese Response to French Intervention, 1862-1874 by Mark W. McLeod, p.11  （页面存档备份，存于）
7. ↑  Mantienne, p.151
8. ↑  Viet Nam: Borderless Histories - Page 204 by Nhung Tuyet Tran, Anthony Reid  （页面存档备份，存于）
9. ↑  .   [2011-02-26]. （原始内容存档于2013-05-09）.
10. ↑  European warfare, 1660-1815 by Jeremy Black  p.24: "Puymanel was responsible for the army, Jean Marie Dayot for the navy."
11. ↑  In Alastair Lamb The Mandarin Road to old Huế, p.251, quoted in Mantienne, p.153
12. ↑  Viet Nam: Borderless Histories - Page 204-205 by Nhung Tuyet Tran, Anthony Reid  （页面存档备份，存于）